# Lepus europaeus
La liebre común o liebre marrón (Lepus europaeus) es una especie de mamífero lagomorfo de la familia Leporidae que se encuentra entre las principales piezas de caza.

## Descripción
Es la liebre de mayor tamaño de la península ibérica yde Europa, sin dimorfismo sexual acentuado, las hembras son algo más pesadas. Extremidades y orejas largas, estas últimas con el extremo de color negro, el pelo es de color pardo amarillento, a excepción de la zona ventral de color blanquecino y poca extensión.

## Distribución
Su área de distribución se extiende por toda Europa con excepción del norte de la península Escandinava, de una gran parte de la península ibérica y de algunas islas del Mediterráneo. También se encuentra en el norte de África y en la parte occidental de Asia. Ha sido introducida en América del Norte y del Sur (más específicamente en el Cono Sur), en Siberia, en Australia y en Nueva Zelanda. Su expansión todavía se acrecienta en nuestros días especialmente en la ex-U.R.S.S. En España se localiza desde la costa catalana al norte del Ebro, hasta la región central de Asturias y desde el sur aragonés, páramos burgaleses y palentinos hasta la frontera de Francia y la costa cantábrica.

## Hábitat
De origen estepario, abunda sobre todo en las zonas agrícolas despejadas, tanto en la llanura como en la meseta y, excepcionalmente, también en los bosques de cierta extensión o en la montaña. Altitudinalmente se extiende desde el nivel del mar hasta la alta montaña, donde puede llegar hasta los 2000 metros.
A diferencia del conejo, la liebre se oculta en madrigueras poco profundas, ya que cuenta para disimularse con su coloración mimética. Con excepción del período de celo, vive en solitario. El celo dura de enero a octubre, y las crías nacen con vista y con pelo.

## Depredación
Son presa habitual de humanos, especialmente cazadores, osos pardos, lobos, zorros rojos, zorro ártico,  linces boreales,  gatos monteses,  glotones,tejones, armiños, hurones, comadrejas, martas, visones europeos, visomes americanos ginetas, águilas, halcones peregrinos, búhos reales, búhos árticos, lechuzas, gavilanes, quebrantahuesos, cuervos, grajos  y en introducciones en España las mangostas comunes y también los linces ibéricos. Se introdujo también en América como en partes de Estados Unidos donde es presa de osos negros, pumas, linces canadienses, linces rojos, coyotes, zorros grises, zorros kit, tejones y águilas calvas.
Cuando se introdujo en Australia sus depredadores nativos de allí son los dingos.

## Patologías
Sufren diversas enfermedades, favorecidas por las repoblaciones, el síndrome de la liebre parda, que ha provocado elevadas mortalidades en Europa y llegó a España en 1991, la tularemia, enfermedad peligrosa por su posible transmisión al hombre.

## Galería

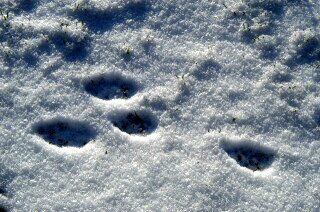
Huellas en la nieve
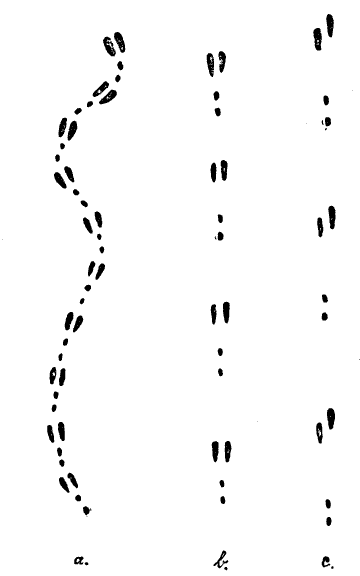
Rastro en la hierba (a), normal (b) y en huida (c).
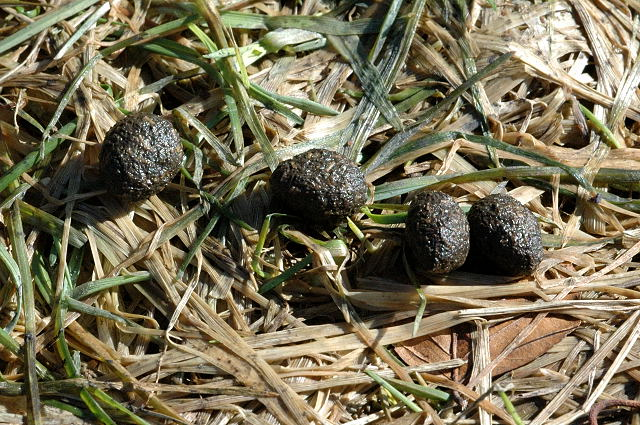
Excrementos
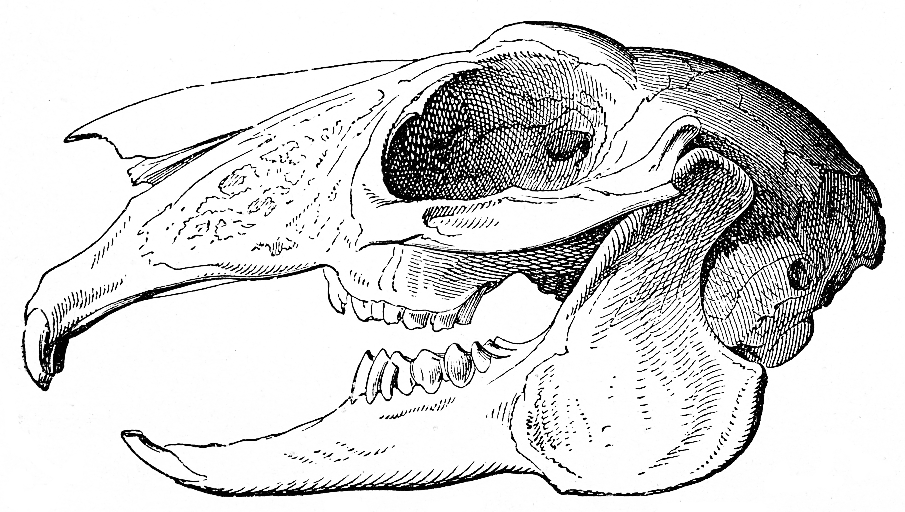
Cráneo
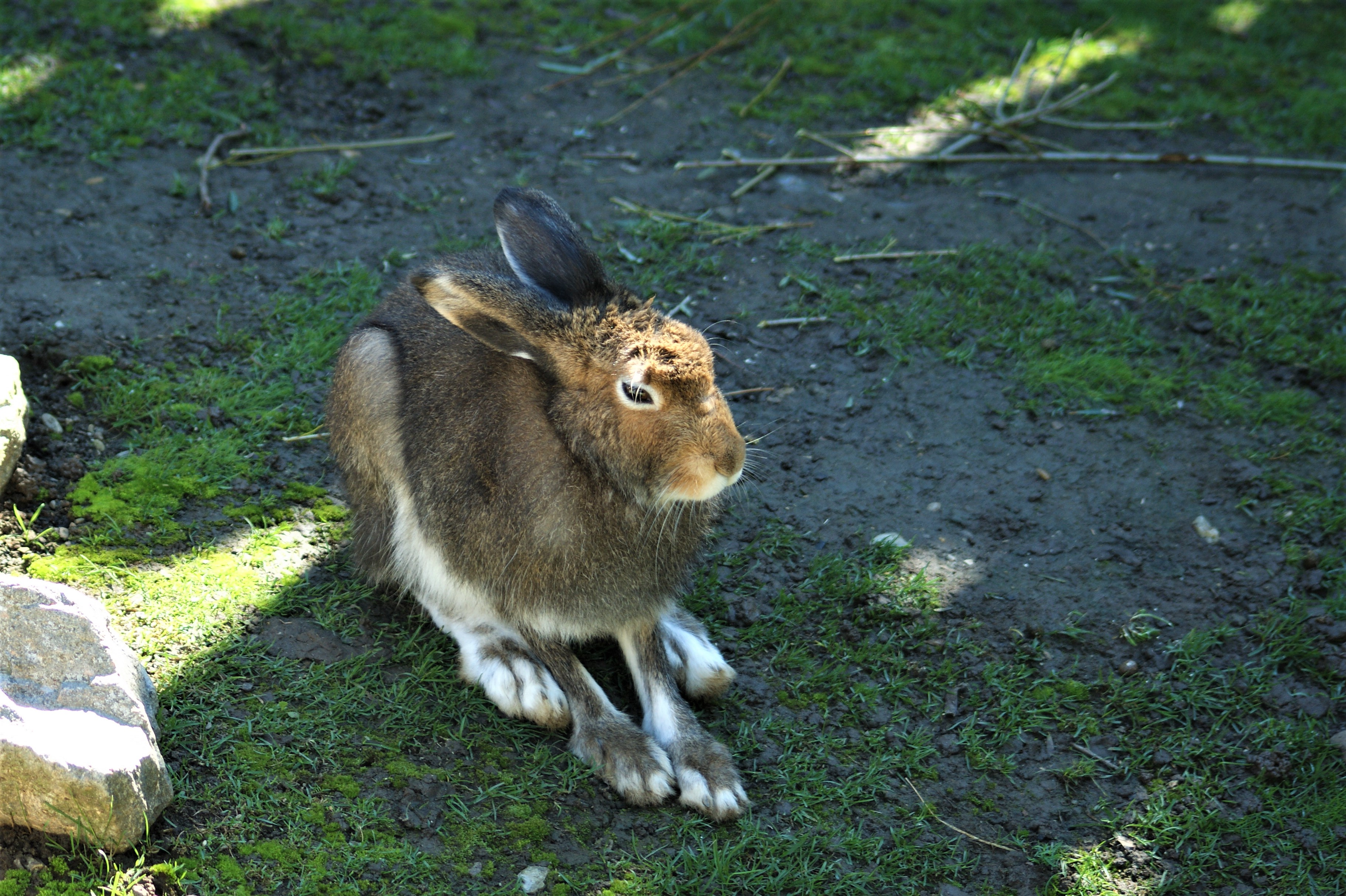
Tamaño de las patas delanteras